# 6DJ8

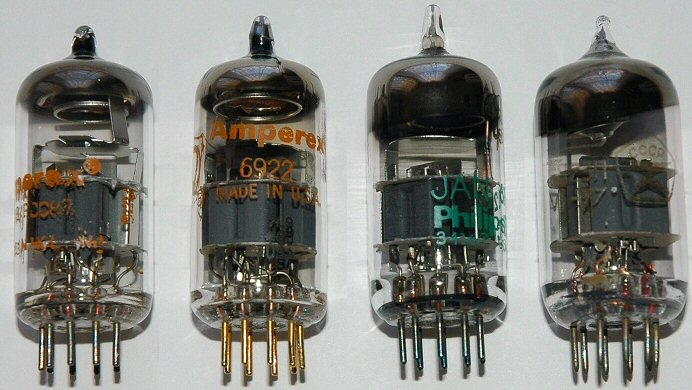
ECC88, 6922, 6DJ8 and 6N23P

6DJ8はミニチュア9ピンの中増幅率双三極管(真空管)である。フレームグリッド構造による非常に高い相互コンダクタンスが特徴。

## 起源
Amperexにより1958年に開発された6DJ8は、VHF帯およびUHF帯のテレビチューナの低ノイズ増幅器用に設計された6BK7の改良版である。その高い増幅率により、ハイエンドのテスト装置にも利用された。1950年代から1960年代に掛けて製造された最高級オシロスコープの、しばしばその大部分において6DJ8が利用されている。

## オーディオ用途
この真空管はもともとオーディオ用途向けに設計されたものではないものの、HiFiオーディオ用アンプによく利用されている。ヨーロッパ版の名称はECC88、通信用や軍用等に用いられる上位バージョンには6922（欧州名E88CC）や7308（欧州名E188CC）がある。過去にPhilipsやAmperexといった著名な欧米の真空管メーカによって製造されたNOS品（新古在庫品）の6DJ8やECC88は、オーディオマニアに非常に人気がある。この真空管の代替球が、ソ連では6N23P(ロシア語: 6Н23П)として、中国では6N11として製造された。またヒーター電圧が7Vまたは7.3V管で同機能の真空管に7DJ8（欧州名PCC88）がある。
この真空管は、スロバキアのJJ (元Tesla)、セルビアのEi、ロシアのSovtekによる6DJ8、およびElectro-Harmonixによる6922といった4つのバージョンが現在でも東欧で製造されている。